# Cases dels Treballadors (la Morera de Montsant)
Les Cases dels Treballadors és una obra d'Escaladei, al municipi de la Morera de Montsant (Priorat), inclosa a l'Inventari del Patrimoni Arquitectònic de Catalunya.

## Descripció
Conjunt de cinc habitatges compostos de planta baixa i pis, fets d'obra i amb coberta d'una sola tramada a dues vessants. L'exterior és arrebossat.

## Història
El conjunt d'habitatges fou aixecat pels nous propietaris de les terres de Scala Dei per a instal·lar-hi els treballadors a mitjan S.XIX, com a nucli bàsic del que havia de ser el nou poble "La Unión de Scala Dei", promogut per Antoni Niubó. Són cases senzilles, bastides dins l'estil tradicional que avui presenten nombroses modificacions a les façanes.